# Гёц, Карл Отто

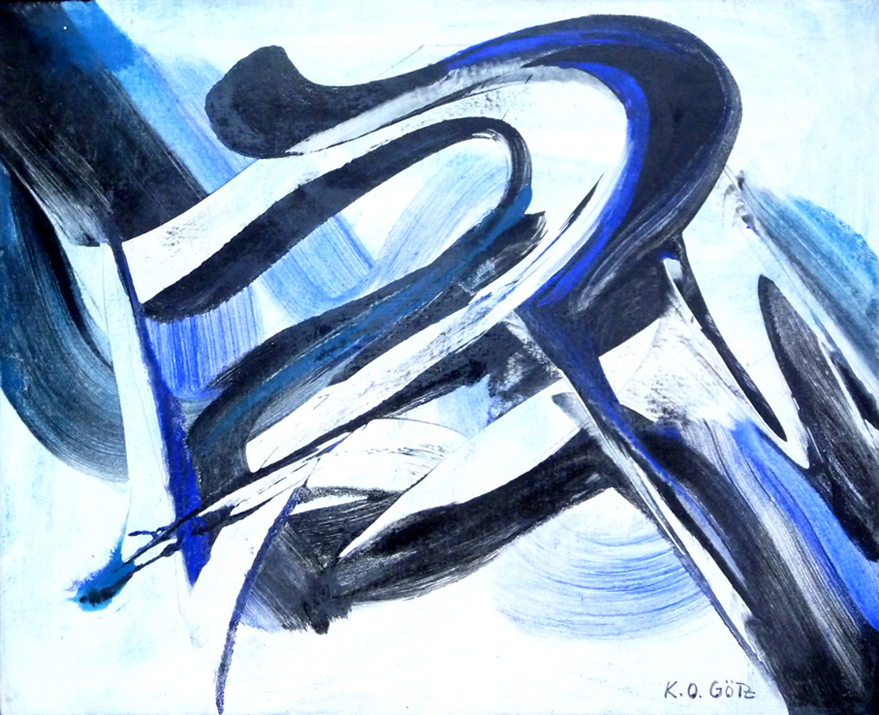
К. О. Гёц 27 мая 1954

Карл О́тто Гёц (нем. Karl Otto Götz; 22 февраля 1914, Ахен — 19 августа 2017) — современный немецкий художник-абстракционист, один из создателей немецкого информализма.

## Жизнь и творчество
К. О. Гёц изучал живопись в школе прикладного искусства в Ахене, однако с приходом к власти в 1933 году в Германии нацистов ему было запрещено рисовать и выставлять свои работы. Впрочем, этот запрет Имперской палаты по культуре мастер втайне нарушал. Первые абстрактные картины вышли из-под его кисти в 1939 году. В годы Второй мировой войны художник был мобилизован, проходил службу в Норвегии.
В живописи К. О. Гёца 40-х годов XX века преобладают сюрреалистические мотивы, навеянные творчеством Макса Эрнста, Рихарда Эльце и Вилли Баумейстера. С последним он был знаком и дружен с 1942 года. В первые послевоенные годы полотна художника наполнены абстрактными фигурами и сюрреалистическими образами. Сразу же после войны вступает в орден Розенкройцеров, в котором на тот момент состояли многие бывшие члены Баухауза — такие, как В. Баумейстер, Э. В. Най, Х. Хартунг, и другие.
В 1948 году вместе с Эмилем Шумахером и двумя другими молодыми художниками удостаивается премии «Молодой Запад» (нем. Jünger Westen) города Реклингхаузен.
В 1949 году он был единственным немецким художником, приглашённым принять участие в знаменательной выставке художественной группы КОБРА в амстердамском музее Современного искусства(Stedelijk Museum). В декабре 1952 года, совместно с Бернардом Шульце, Хейнцом Кройцом и Отто Грейсом, организовывает во франкфуртской галерее Франк художественную выставку, и уже в вечер её открытия художники создают группу Квардрига, ставшую зародышем немецкого информалистического направления в абстракционизме.
В 1959—1979 годах Гёц — профессор в Академии искусств Дюссельдорфа. В 2007 удостоен Федерального креста за Заслуги 1-й степени. Последние годы жил в городе Нидербрайтбах.